# Abonnentenversicherung
Als Abonnentenversicherung bezeichnet man die Kombination eines Zeitungsabonnements mit zusätzlichen Versicherungsleistungen für den Abonnenten.

## Ursprünge
Das historische Phänomen Abonnentenversicherung als kundendienstartige Leistungen der Verleger fand für Deutschland am 28. August 1890 in Leipzig seinen Ursprung. 
Mit derartigen Abonnentenversicherungen hatte bereits 1882 Tit Bits in Großbritannien seine Auflage durch Kopplung von Abo und Versicherung auf 700.000 Exemplare gesteigert. 1883 bot die The Times den Hinterbliebenen von Lesern, die mit der neuesten Ausgabe der Zeitung in der Tasche von einem tödlichen Unfall überrascht wurden, eine Summe von 1.000 Pfund an. Der Verleger des Leipziger Stadt- und Dorfanzeigers, Paul Kürsten, kurbelte mittels des Versicherungsangebotes die Auflage an. Er versprach Lesern, also auch Teilnehmern des Freiverkaufes, eine Versicherung bei der Ersten Österreichischen Unfallversicherungsgesellschaft in Wien gegen Vermögensverlust infolge von Körperverletzung in Beruf und Freizeit im Königreich und der Provinz Sachsen sowie im Herzogtum Sachsen-Altenburg. 
Die Prämien beliefen sich auf 500 Mark bei Invalidität beziehungsweise Tod. Er vermochte so trotz starker Konkurrenz der Leipziger Neuesten Nachrichten, der sozialdemokratischen Leipziger Volkszeitung und dem Generalanzeiger des Essener Verlegers Wilhelm Girardet bis 1912 seine Auflage des Leipziger Stadt- und Dorfanzeigers zu versechsfachen. 
Das Amtsblatt Stadt- und Dorfanzeiger mit dem Untertitel Amtsblatt für die  Königliche Amtshauptmannschaft Leipzig sowie für die Königlichen Amtsgerichte  Leipzig, Taucha und Markranstädt, des Krankenversicherungsamtes zu Leipzig, den Gemeinderat und Gemeindevorstand zu Gohlis, Eutritzsch, Mockau sowie für die Stadträthe zu Taucha und Markranstädt galt als Sprachrohr der Dresdner Regierung. Den Status wollte sich Kürsten nicht nehmen lassen, garantierte dieses Privileg doch satte Anzeigenerlöse und eine stramme Beamtenleserschaft.
Wenig später, 1894, versicherte die Niederschlesische Zeitung in Görlitz ihre Abonnenten, 1896 der Nürnberger Generalanzeiger, namhafte Zeitungen und Versicherungsgesellschaften zogen europaweit nach. So fanden sich Zürich-Versicherung und Schweizer Wochenzeitung zusammen und versicherten neben Tod und Invalidität auch gegen Feuerschaden. Die Karte über die Abonnementsnachnahme galt gleichzeitig als Versicherungsausweis.

## Verbreitung

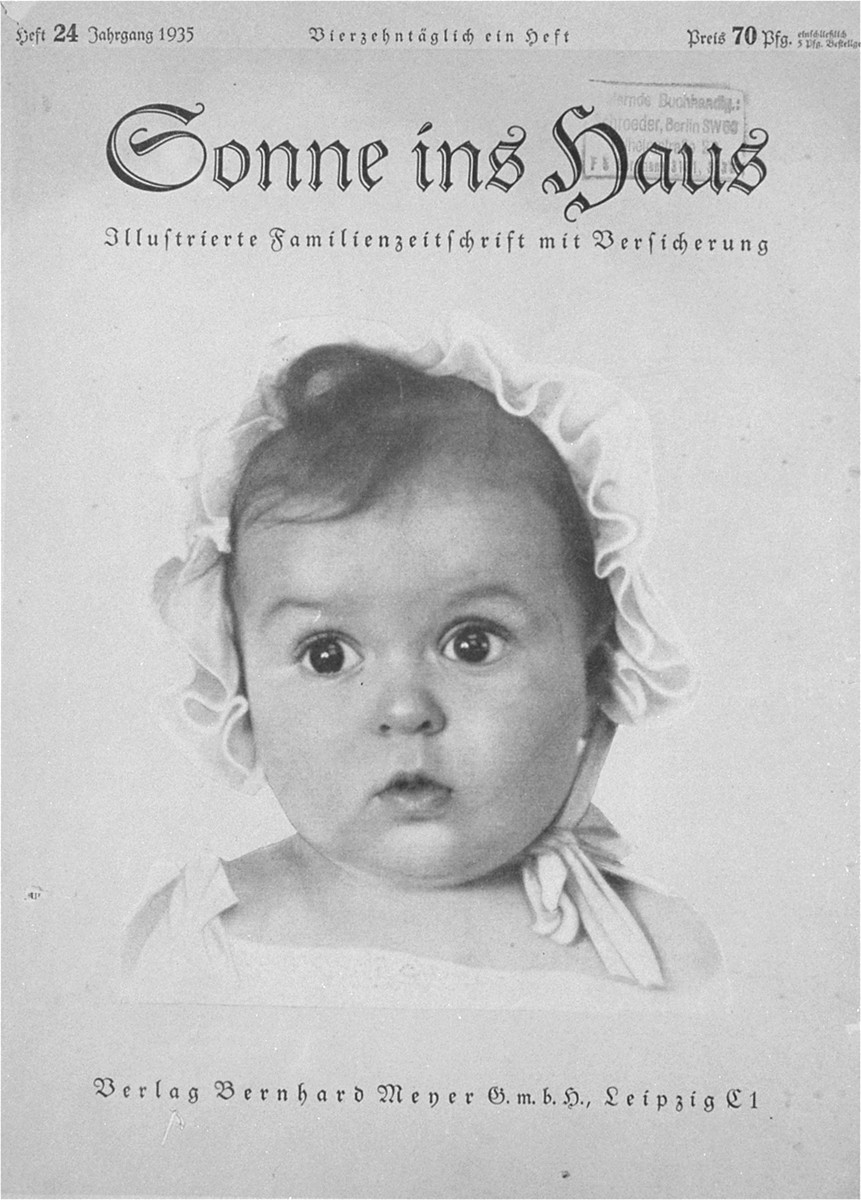
Sonne ins Haus. Illustrierte Familienzeitschrift mit Versicherung, Heft 24, 1935. Verleger Kurt Herrmann

Nach Feierabend, das Illustrierte Familienblatt sowie Volkshort und Fürsorge zahlten über die Abonnentenversicherung nach eigener Werbung 20 Millionen  aus. 
Eine Statistik aus dem Jahr 1913 besagt, dass 235 Tageszeitungen und politische Wochenblätter, 37 Unterhaltungs- und 43 Fachzeitschriften mit einer Auflage von rund 5,5 Millionen Exemplaren Abonnentenversicherungen anboten.

## Politische Aspekte
Diese Art der frühen Leser-Blatt-Bindung sorgte aber auch immer wieder für Streit bis in den Reichstag, wo selbst von der katholischen Zentrumspartei dafür die Worte „skrupellos“, „unlauter“ und „unsauber“ fielen. Letztendlich entpuppte sich diese Versicherungsform als sehr erfolgreiches Instrument nicht nur im Konkurrenzkampf der Verleger, sondern auch in der Auseinandersetzung mit der publizistischen Linken in der Presselandschaft, deren Zeitungen infolge der Abonnentenversicherung besonders in der Arbeiterschaft zahlreiche Abonnenten verloren.
Aus den Versicherungszeitschriften, bei denen der Bezug mit einer Invaliditäts- beziehungsweise Sterbegeldversicherung gekoppelt war, entwickelte sich die Abonnentenversicherung als Vorläufer der heutigen Familienschutz-Versicherungstarife. 

## Aktuelle Situation
Schon bald nach der Währungsreform 1948 verschwand die Abonnentenversicherung in Deutschland vom Markt.
Das Vorarlberger Medienhaus bietet seit 2004 ein Dienstleistungspaket an, zu der die Abonnentenversicherung zählt. Weit über die gesetzliche Unfallversicherung hinaus schützt diese in allen üblichen Lebensbereichen für 29 € die Abonnenten der Vorarlberger Nachrichten und der Neuen Vorarlberger Tageszeitung.